# Halichoeres melasmapomus
Espèce
Halichoeres melasmapomus est une espèce de poisson osseux de la famille des Labridae endémique de l'océan Indien. Il peut atteindre une longueur maximale de 24 cm.